# Cantone di Lanslebourg-Mont-Cenis
Il Cantone di Lanslebourg-Mont-Cenis era una divisione amministrativa dell'arrondissement di Saint-Jean-de-Maurienne.
Coincideva con l'alta valle dell'Arc.
È stato soppresso a seguito della riforma complessiva dei cantoni del 2014, che è entrata in vigore con le elezioni dipartimentali del 2015.
Comprendeva i comuni di:
- Bessans
- Bonneval-sur-Arc
- Bramans
- Lanslebourg-Mont-Cenis
- Lanslevillard
- Sollières-Sardières
- Termignon